# Hiidenvesi

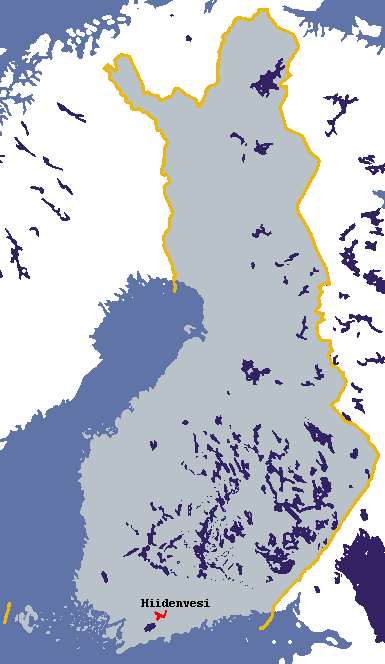
Lage des Hiidenvesi-Sees in Finnland

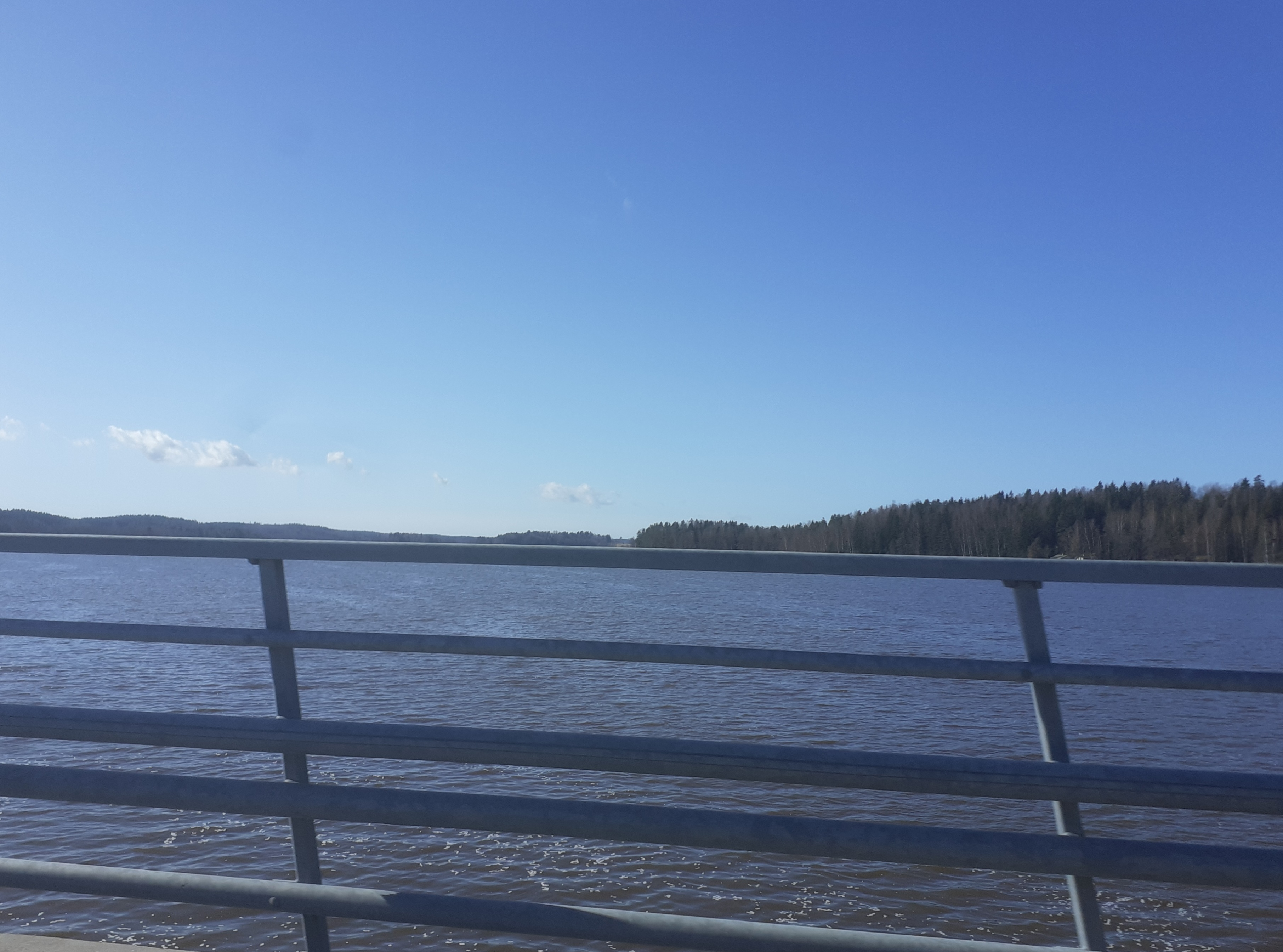
Hiidenvesi von der Hiidenvesi-Brücke entlang der alten Turku-Straße gesehen

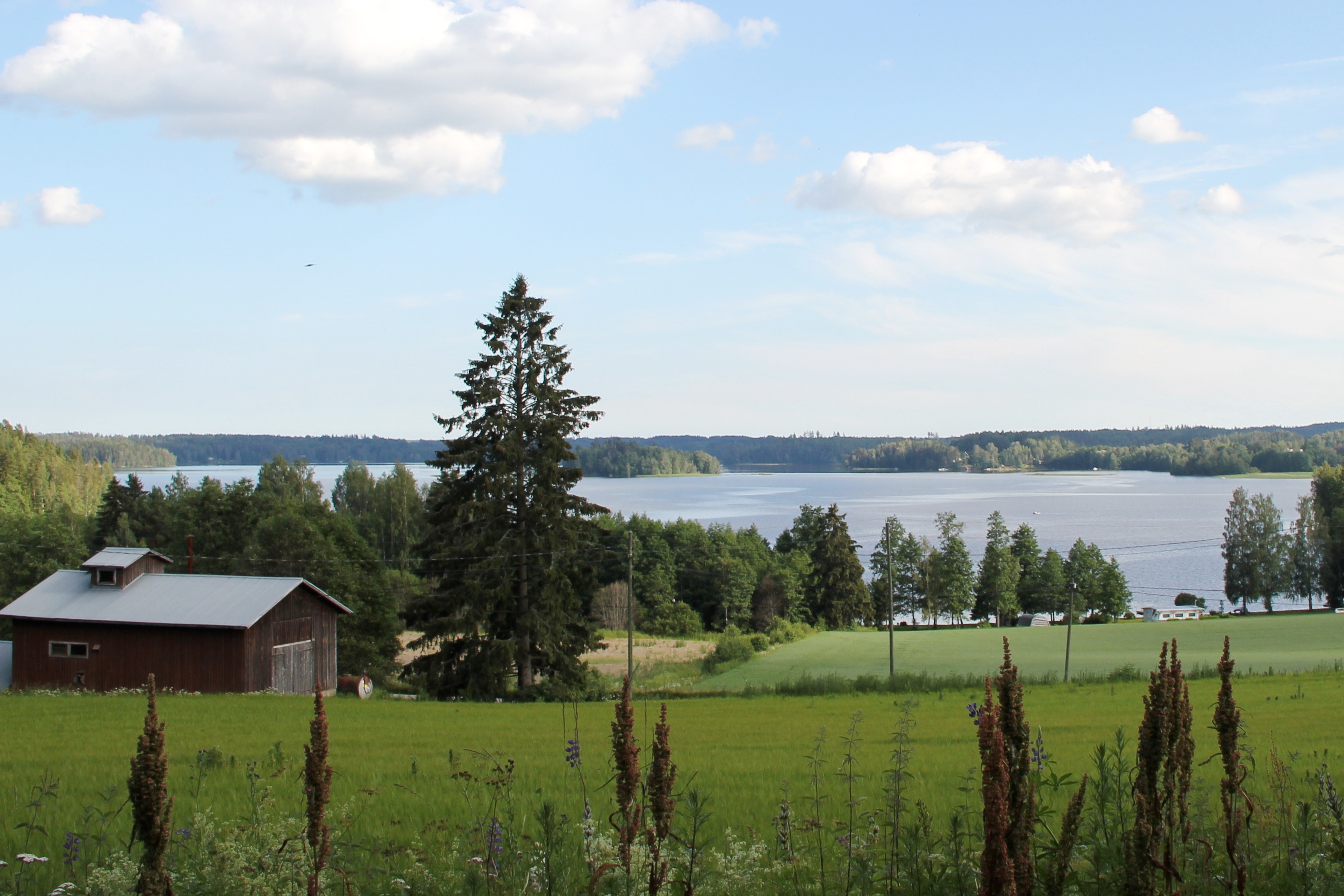
Hiidenvesi in Retlahti, Pusula, Lohja.

Der Hiidenvesi [ˈhiːdɛnvɛsi] ist ein See im Süden Finnlands. Mit einer Fläche von 29,1 km² ist er der zweitgrößte See der Landschaft Uusimaa. Der Hiidenvesi befindet sich auf dem Gebiet der Gemeinden Vihti und Lohja und teilt sich in folgende vier Bereiche ein: Kirkkojärvi und Mustionselkä im Nordosten, Nummelanselkä im Osten und den mittleren Teil Kiihkelyksenselkä. Der See ist 12,7 km lang und maximal 30 m tief. Der Hiidenvesi wird durch den Väänteenjoki-Fluss in den südwestlich gelegenen Lohjanjärvi-See entwässert. Der See liegt im Einzugsgebiet des Karisån.